# ソニーBMG
Sony BMG Music Entertainment（ソニーBMG・ミュージックエンタテインメント）は、（初代）ソニー・ミュージックエンタテインメント（旧CBSレコード、2008年Sony Music Holdingsに社名変更）とベルテルスマン（BMG）の合弁により誕生した音楽事業会社。ソニーによる完全子会社化により、現在は（2代目）ソニー・ミュージックエンタテインメント（Sony Music Entertainment）を名乗っている。

## 歴史
2004年3月4日、ソニーとベルテルスマンが50%ずつの出資に合意。ソニーの子会社であるソニー・ミュージックエンタテインメント（SME、旧CBSレコーズ・グループ）とベルテルスマンの子会社であるベルテルスマン・ミュージック・グループ（BMG）の事業を新設合弁会社に移転させることで設立された。ソニーBMGはEMI、ユニバーサル、ワーナーと並ぶ四大レコード会社と呼ばれていた。
しかし2007年のソニーBMG製CD XCP問題をきっかけにソニーBMGの経営が悪化。2008年8月5日、ベルテルスマンは同社の持分（50%）を12億ドルでソニーに売却、ソニーBMGはソニーの完全子会社となった。2009年1月1日、社名を（2代目）ソニー・ミュージックエンタテインメント（Sony Music Entertainment）に変更した。